# Villaines-sous-Bois
Villaines-sous-Bois – miejscowość i gmina we Francji, w regionie Île-de-France, w departamencie Dolina Oise.
Według danych na rok 2010 gminę zamieszkiwało 671 osób, a gęstość zaludnienia wynosiła 355 osób/km².